# ジェイムズ・クラーク・ロス

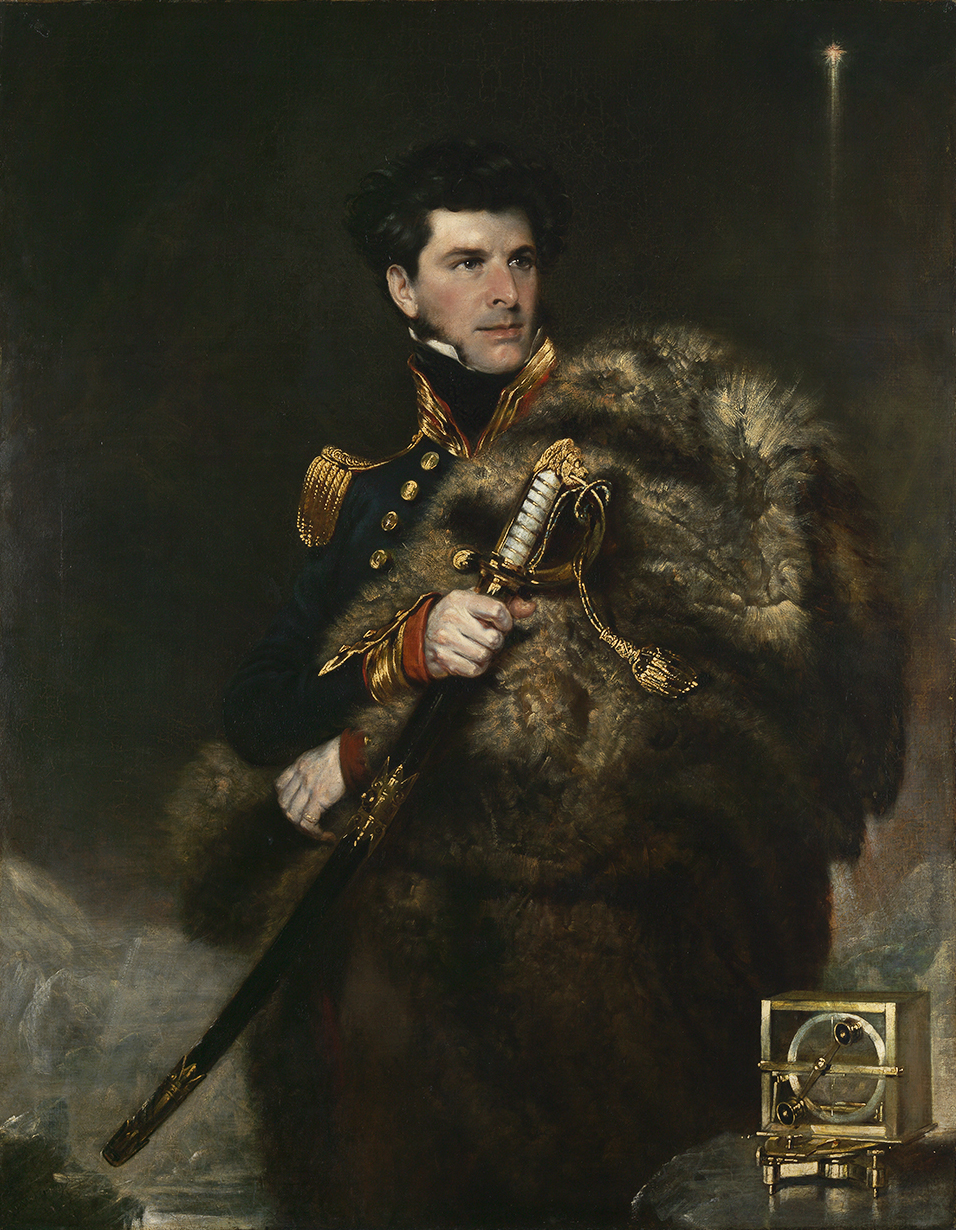
ジェイムズ・クラーク・ロス

サー・ジェイムズ・クラーク・ロス（英語: Sir James Clark Ross、1800年4月15日 – 1862年4月3日）は、イギリスの海軍軍人、探検家。

## 経歴
ロスはロンドンで生まれ、1812年にイギリス海軍に入った。1818年、おじのジョン・ロスと北西航路探索の最初の航海に出た。1819年から1827年の間にロスはウィリアム・エドワード・パリーのもとで4度の北極探検に参加した。
1828年には王立協会のフェローに選出されている。
1829年から1833年にかけ、再びおじのジョン・ロスによる探検隊に加わり、この探検中の1831年6月1日に北磁極への到達に成功した。北極圏から帰国した後、1835年から1838年までブリテン諸島にて初の体系的な磁気探査に従事した。
1839年から1843年にかけてロスはエレバスとテラーの2隻からなる南極探検隊を率い南磁極への到達を目指した。南磁極への到達はできなかったが、1841年にはロス海、ビクトリアランドとロス島の火山エレバス山、テラー山、メルボルン山、ポーレット島を発見するなど多くの調査結果を得た。1842年に王立地理学会の金メダル（創立者メダル）を受賞し、1843年にはナイトに叙任された。1845年にこのエレバスとテラーを使ったジョン・フランクリンの北極探検隊が消息を絶ったため、ロスはエンタープライズとインヴェスティゲーターの2隻を指揮して1848年から捜索を行ったが発見は叶わなかった。1856年に少将に昇進した。
著書に『南方および南極地域における発見と調査の航海』（A voyage of discovery and research in the southern and Antarctic regions during the years 1839–43）がある。

## 記念
上記のロス海・ロス島のほか、ロス棚氷・ジェイムズロス海峡・ロス山にその名が付けられた。月の静かの海にあるクレーターの一つにもロスの名が付けられている。イギリスで1990年に進水した極地調査船はRRSジェームズ・クラーク・ロスと命名された。